# 세계 스도쿠 선수권 대회

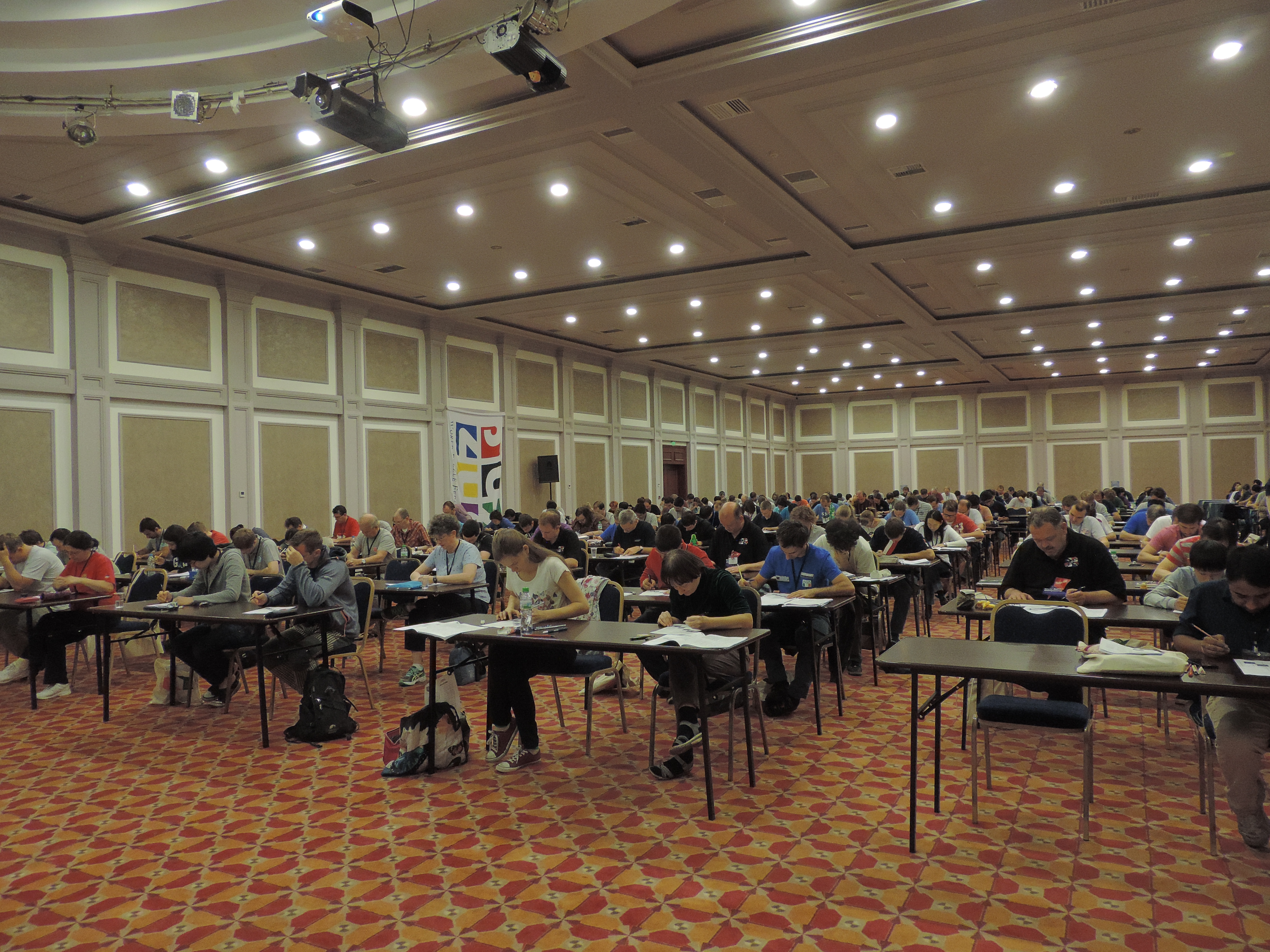
2015 세계 스도쿠 선수권 대회 불가리아 소피아

세계 스도쿠 선수권 대회(World Sudoku Championship, WSC)는 세계 퍼즐 연맹의 국가 회원국이 매년 개최하는 국제 퍼즐 대회이다. 첫 대회는 2006년 이탈리아 루카에서 개최되었다. 국가대표팀은 세계 퍼즐 연맹의 현지 지부에 의해 결정된다. 이 대회는 일반적으로 클래식 스도쿠, 변형 및 기타 퍼즐 유형을 포함하여 여러 시간 제한 라운드에서 모든 참가자가 해결하는 100개 이상의 퍼즐로 구성되며, 일반적으로 상위 예선 진출자들을 위한 플레이오프가 이어져 챔피언을 결정한다. 라운드의 예로는 한 퍼즐의 답이 다음 스도쿠의 시작 부분에 숫자를 제공하는 릴레이 라운드와 가장 빠른 스도쿠 해결을 위한 기네스 세계 기록을 세우기 위해 참가자들이 경쟁하는 "세계 기록" 라운드가 있다.
현재까지 개최된 16번의 챔피언십 중 일본의 고타 모리니시(2014, 2015, 2017, 2018)는 4개의 개인 타이틀을 획득하여 가장 성공적인 우승자이며, 미국의 토마스 스나이더(2007, 2008, 2011)와 폴란드의 얀 므로조프스키(2009, 2010, 2012)는 각각 3개의 타이틀을 획득했다.
2007년부터는 단체전도 진행되었다. 일본은 6번(2007, 2012, 2014, 2015, 2018, 2023년) 우승하여 가장 성공적인 팀이며, 체코(2008, 2016, 2022년)와 중화인민공화국(2013, 2017, 2019년)은 각각 3번 우승했다.
2011년부터 이 대회는 역시 세계 퍼즐 연맹이 주관하는 세계 퍼즐 선수권 대회 시리즈와 함께 개최되었다.

## 참가국
현재 30개국이 세계 퍼즐 연맹의 공식 회원국이다. 자국이 아직 국가대표팀으로 대표되지 않은 경우 개인도 참가할 수 있다.
2025년 세계 스도쿠 및 퍼즐 선수권 대회는 헝가리 에게르에서 개최될 예정이다.

## 결과 요약
| 연도 | 개최 도시  | 개최국         | 개인                     | 개인                     | 개인                               | 단체                     | 단체                     | 단체                     |
| 연도 | 개최 도시  | 개최국         | 금                       | 은                       | 동                                 | 금                       | 은                       | 동                       |
| ---- | ---------- | -------------- | ------------------------ | ------------------------ | ---------------------------------- | ------------------------ | ------------------------ | ------------------------ |
| 2025 | 에게르     | 헝가리         |                          |                          |                                    |                          |                          |                          |
| 2024 | 베이징     | 중화인민공화국 | 밍 러톈                  | 다이 탄탄                | 후 위쉬안                          | 중국                     | 일본                     | 미국                     |
| 2023 | 토론토     | 캐나다         | 다이 탄탄                | 티트 분크                | 고타 모리니시                      | 일본                     | 체코                     | 미국                     |
| 2022 | 크라쿠프   | 폴란드         | 티트 분크                | 다이 탄탄                | 고타 모리니시                      | 체코                     | 일본                     | 에스토니아               |
| 2021 | 상하이     | 중화인민공화국 | 코로나19 범유행으로 취소 | 코로나19 범유행으로 취소 | 코로나19 범유행으로 취소           | 코로나19 범유행으로 취소 | 코로나19 범유행으로 취소 | 코로나19 범유행으로 취소 |
| 2020 | 상하이     | 중화인민공화국 | 코로나19 범유행으로 취소 | 코로나19 범유행으로 취소 | 코로나19 범유행으로 취소           | 코로나19 범유행으로 취소 | 코로나19 범유행으로 취소 | 코로나19 범유행으로 취소 |
| 2019 | 키르히하임 | 독일           | 켄 엔도                  | 고타 모리니시            | 다이 탄탄                          | 중국                     | 일본                     | 체코                     |
| 2018 | 프라하     | 체코           | 고타 모리니시            | 바스티앙 비알-자임       | 티트 분크                          | 일본                     | 중국                     | 독일                     |
| 2017 | 방갈로르   | 인도           | 고타 모리니시            | 티트 분크                | 추 옌저                            | 중국                     | 일본                     | 프랑스                   |
| 2016 | 세네츠     | 슬로바키아     | 티트 분크                | 야쿱 온드루셰크          | 고타 모리니시                      | 체코                     | 중국                     | 일본                     |
| 2015 | 소피아     | 불가리아       | 고타 모리니시            | 티트 분크                | 야쿱 온드루셰크                    | 일본                     | 중국                     | 체코                     |
| 2014 | 런던       | 영국           | 고타 모리니시            | 티트 분크                | 바스티앙 비알-자임 야쿱 온드루셰크 | 일본                     | 독일                     | 중국                     |
| 2013 | 베이징     | 중화인민공화국 | 진 체                    | 고타 모리니시            | 야쿱 온드루셰크                    | 중국                     | 체코                     | 일본                     |
| 2012 | 크랄레비차 | 크로아티아     | 얀 므로조프스키          | 고타 모리니시            | 히데아키 조                        | 일본                     | 체코                     | 중국                     |
| 2011 | 에게르     | 헝가리         | 토마스 스나이더          | 고타 모리니시            | 티트 분크                          | 독일                     | 체코                     | 미국                     |
| 2010 | 필라델피아 | 미국           | 얀 므로조프스키          | 야쿱 온드루셰크          | 히데아키 조                        | 독일                     | 체코                     | 일본                     |
| 2009 | 질리나     | 슬로바키아     | 얀 므로조프스키          | 브란코 체라니치          | 로베르트 바빌론                    | 슬로바키아               | 체코                     | 세르비아                 |
| 2008 | 고아       | 인도           | 토마스 스나이더          | 유헤이 쿠수이            | 야쿱 온드루셰크                    | 체코                     | 일본                     | 독일                     |
| 2007 | 프라하     | 체코           | 토마스 스나이더          | 유헤이 쿠수이            | 페테르 후다크                      | 일본                     | 미국                     | 체코                     |
| 2006 | 루카       | 이탈리아       | 야나 타일로바            | 토마스 스나이더          | 웨이-화 황                         | -                        | -                        | -                        |

2013년부터는 18세 미만과 50세 이상 두 연령대에서 최고 선수에게도 타이틀이 수여되었다.
| 연도 | 18세 미만                | 18세 미만                | 18세 미만                | 50세 이상                | 50세 이상                | 50세 이상                |
| 연도 | 금                       | 은                       | 동                       | 금                       | 은                       | 동                       |
| ---- | ------------------------ | ------------------------ | ------------------------ | ------------------------ | ------------------------ | ------------------------ |
| 2024 | 추 수제                  | 잔 에르투란              | 양 러두오                | 필립 마이어              | 스베틀로자르 스테파노프  | 클로딘 티리              |
| 2023 | 추 수제                  | 잔 에르투란              | 티나 브라팀              | 마크 굿리프              | 필립 마이어              | 로라 타르체티            |
| 2022 | 니티안트 아가르왈        | 잔 에르투란              | 발레리오 스탄카넬리      | 마크 굿리프              | 아리마츠 타로            | 필립 마이어              |
| 2021 | 코로나19 범유행으로 취소 | 코로나19 범유행으로 취소 | 코로나19 범유행으로 취소 | 코로나19 범유행으로 취소 | 코로나19 범유행으로 취소 | 코로나19 범유행으로 취소 |
| 2020 | 코로나19 범유행으로 취소 | 코로나19 범유행으로 취소 | 코로나19 범유행으로 취소 | 코로나19 범유행으로 취소 | 코로나19 범유행으로 취소 | 코로나19 범유행으로 취소 |
| 2019 | 밍 러톈                  | 후 위쉬안                | 황 밍루이                | 데이비드 맥닐            | 조란 타나시치            | 조슈아 주커              |
| 2018 | 밍 러톈                  | 다이 탄탄                | 천 스위                  | 미하엘 스미트            | 마크 굿리프              | 아리마츠 타로            |
| 2017 | 다이 탄탄                | 후 위쉬안                | 밍 러톈                  | 데이비드 맥닐            | 마크 굿리프              | 미하엘 스미트            |
| 2016 | 추 옌저                  | 천 스위                  | 쑨 처란                  | 조란 타나시치            | 마크 굿리프              | 아리마츠 타로            |
| 2015 | 쑨 처란                  | 다이 탄탄                | 천 누오                  | 데이비드 맥닐            | 마크 굿리프              | 조란 타나시치            |
| 2014 | 다이 탄탄                | 진 체                    | 쑨 처란                  | 헤닝 칼스고르 포울센     | 량 위에                  | 스테파노 포르콜린        |
| 2013 | 진 체                    | 쑨 처란                  | 추 옌저                  | 헤닝 칼스고르 포울센     | 량 위에                  | 스테파노 포르콜린        |

## 같이 보기
- 마인드 스포츠 세계 선수권 목록